# Poltrona Cubo
La Poltrona Cubo è stata pensata come un prototipo per sperimentare nuovi materiali per l’arredamento e venne proposta per la prima volta alla mostra "Colori e forme della casa d’oggi" all’interno di Villa Olmo a Como. 
All’interno dell’abitazione, i fratelli Castiglioni progettisti della poltrona, presentarono una raccolta di oggetti necessari per vivere in un soggiorno seguendo la logica secondo la quale le cose vengono utilizzate per ciò che servono senza una progettazione preconcetta.
Il prototipo fu realizzato da Arflex nel 1957, secondo la volontà di un gruppo di ricercatori della Pirelli e dei fratelli Castiglioni di sperimentare nuovi materiali, come la gommapiuma e i nastri elastici.

## Storia

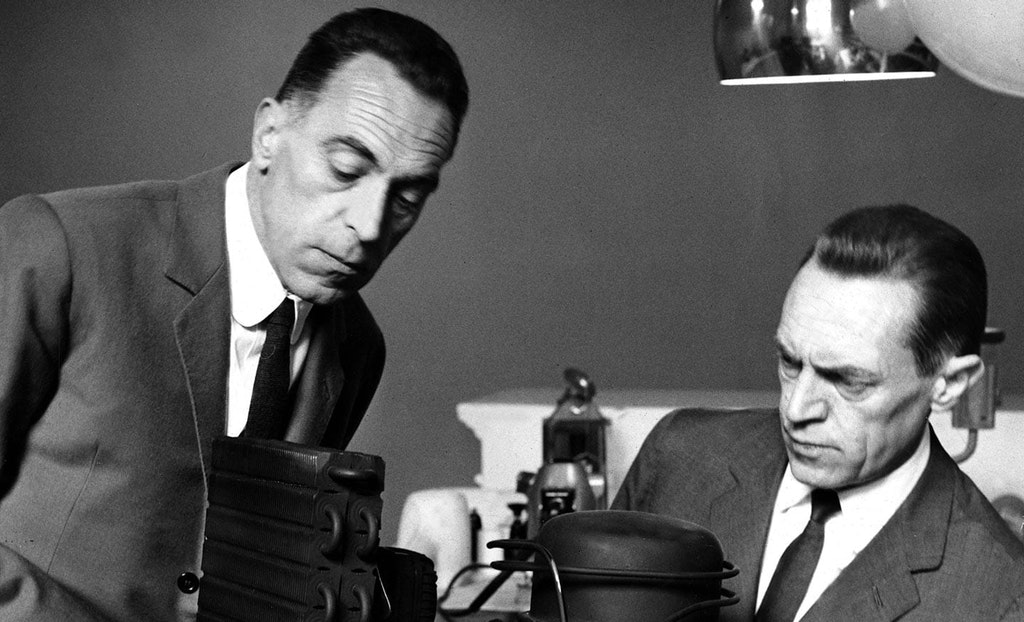
I fratelli Achille e Piergiacomo Castiglioni

I fratelli Castiglioni nella poltrona Cubo sintetizzano e analizzano il modo di sedersi. 
Con questo progetto, nel 1957, hanno sperimentato la capacità di utilizzare materiali innovativi per realizzare oggetti la cui forma si discostava dagli schemi consueti. 
Achille e Pier Giacomo Castiglioni pensarono ad un prototipo di poltrona per testare nuovi materiali per l’arredamento, proponendola nella mostra “Colori e forme della casa di oggi” a Villa Olmo.
Con questa poltrona i Castiglioni hanno sviluppato un nuovo concetto di seduta dove la forma si manifesta esclusivamente nel momento dell'utilizzo.

## Descrizione prodotto

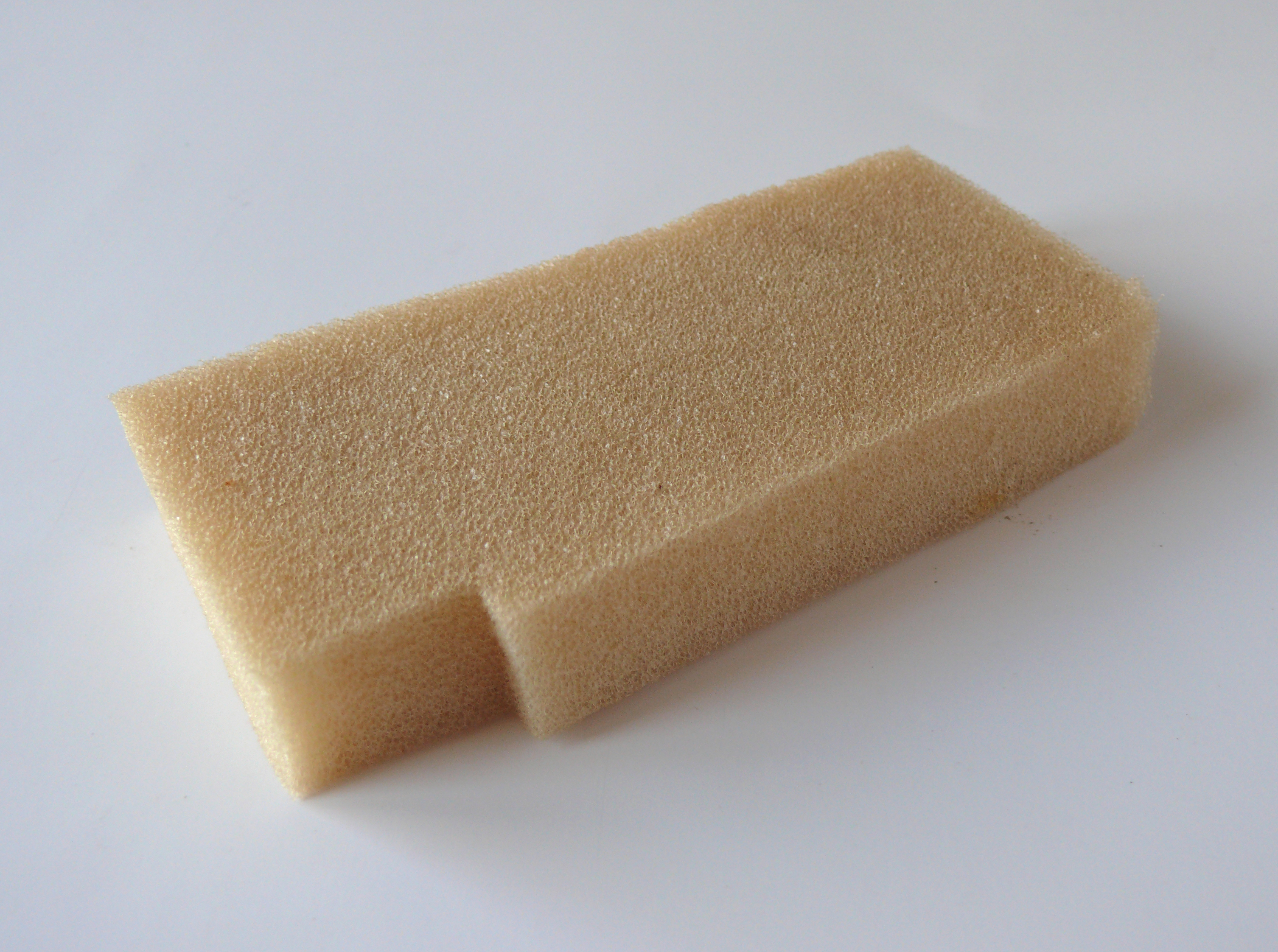
Gommapiuma bianca

### Caratteristiche tecniche

#### Materiali
(Citata da Achille Castiglioni in occasione dell'evento  organizzato dalla Fondazione Achille Castiglioni nel 1957)
La poltrona è formata da quattro parallelepipedi di gommapiuma cellulare a densità differenziata: piano del sedile morbido, braccioli e schienale compatti. 
La seduta priva di scocca è portata da una base di ferro, su cui sono agganciati dei tondini posteriori che terminano con due pomoli.
Essa è supportata da una struttura metallica con ruote che ne facilitano lo spostamento.
La parte del sedile è in poliuretano flessibile a differenti densità con portanze calibrate.
È rivestita in panno, tessuto o pelle ed è disponibile in diversi colori.

#### Dimensioni[5]
|           |       |
| larghezza | 83 cm |
| lunghezza | 83 cm |
| altezza   | 72 cm |

## Interpretazione

### Componente plastica
La seduta è disponibile in diverse varianti cromatiche, tutte contraddistinte da colori vivaci.
La morfologia dell'oggetto rimanda ad un cubo; una forma elementare, composta da quattro parallelepipedi sfoderabili, in materiale polimerico.
Il prodotto comprende due stati: rigido, prima dell'interazione con l'utente e comodo, a seguito di essa.

### Grado di codifica
Rimanda ad uno dei cinque solidi platonici, il cubo. Esso è l'unico tra i solidi platonici che con le sue repliche è in grado di riempire lo spazio con regolarità, cioè di fornire una tassellazione dello spazio.
Fu una poltrona innovativa che, attraverso il materiale utilizzato e le sue caratteristiche particolari, innovò il codice delle poltrone dell'epoca.

### Interazione con l'utente
Il sedile, se non è sottoposto al peso corporeo dell'utente, assume la forma di un parallelepipedo. 
L'interazione avviene quando l'utente si adagia, in quanto la componente parallelepipeda centrale si abbassa a un’altezza corretta, rispetto al pavimento e ai braccioli.
Inoltre sono presenti dei pomoli e delle ruote, che ne permettono il movimento.
Il fatto che essa sia sfoderabile permette all'utente di cambiarne il colore a proprio piacere.

## Valorizzazione

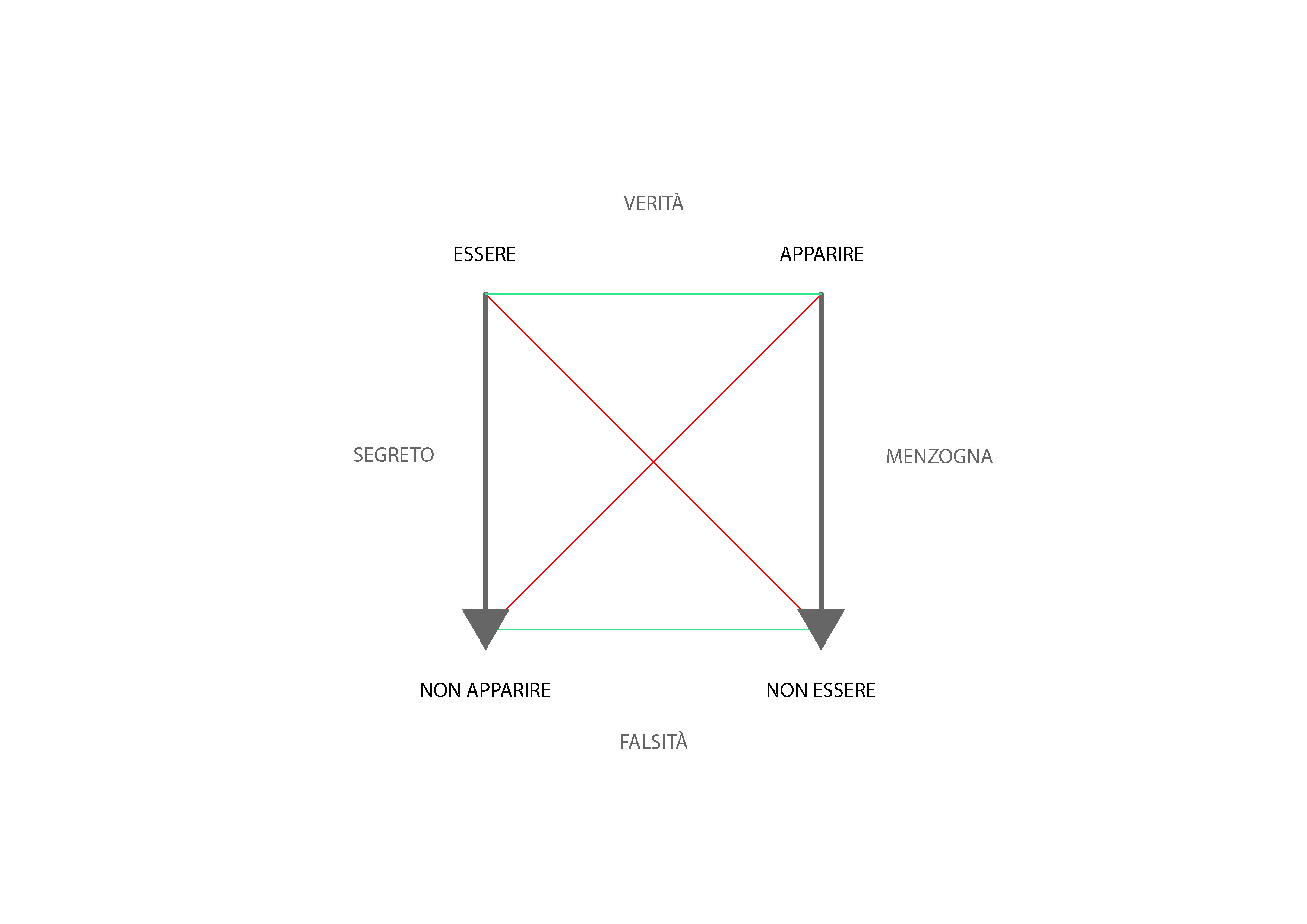
Quadrato della veridizione di Algirdas Julien Greimas e Joseph Courtès

Le caratteristiche della poltrona rimandano al quadrato della veridizione presentato dai semiologi Algirdas Julien Greimas e Joseph Courtès dove convivono le valorizzazioni contraddittorie essere e apparire.
Attraverso la sperimentazione fatta dai designer con la gommapiuma nonostante la seduta appaia rigida, non lo è.
Per quanto riguarda l'interazione con l'utente, il fatto che esso sprofondi quando si siede, rappresenta una valorizzazione ludica, che si può ritrovare nel quadrato semiotico di Jean Marie Floch. 